# SF Studios
SF Studios (conocida hasta 2017 como Svensk Filmindustri (SF)) es una compañía de producción cinematográfica sueca, distribuidora de películas y cadena de cines, actualmente propiedad de Bonnier Group. Fue fundada el 27 de diciembre de 1919 como Aktiebolaget Svensk Filmindustri. Su sede está en la ciudad de Estocolmo.
Produjo la mayoría de las películas hechas por Ingmar Bergman, así como una larga lista de películas de otros cineastas suecos. La mayoría de las adaptaciones cinematográficas de las obras de la autora infantil Astrid Lindgren han sido producidas por SF.
SF también distribuye películas extranjeras en los países nórdicos y tiene acuerdos con New Line Cinema, Summit Entertainment, Spyglass Entertainment y Revolution Studios en los Estados Unidos.
En 1984 fue comprada por Bonnier Group.